# Жуковское сельское поселение (Зубово-Полянский район)
Жуковское се́льское поселе́ние — муниципальное образование в Зубово-Полянском районе Мордовии Российской Федерации.
Административный центр — село Жуковка.

## История
Статус и границы сельского поселения установлены Законом Республики Мордовия от 7 февраля 2005 года № 12-З «Об установлении границ муниципальных образований Зубово-Полянского муниципального района, Зубово-Полянского муниципального района и наделении их статусом сельского поселения, городского поселения и муниципального района».

## Население
| 2002 | 2010 | 2012 | 2013 | 2014 | 2015 | 2016 |
| ---- | ---- | ---- | ---- | ---- | ---- | ---- |
| 660  | ↘573 | ↘555 | ↗557 | ↘541 | ↘520 | ↘504 |
| 2017 | 2018 | 2019 | 2020 | 2021 |      |      |
| ↘500 | ↘481 | ↘475 | ↘461 | ↘427 |      |      |

## Состав сельского поселения
| № | Населённый пункт | Тип населённого пункта       | Население |
| - | ---------------- | ---------------------------- | --------- |
| 1 | Жуковка          | село, административный центр | ↘467      |
| 2 | Киселевка        | деревня                      | ↘106      |